# 蜘蛛洞

「採蜜人」壁畫

蜘蛛洞(西班牙語: Cueva de la Araña、英語俗稱Spider Caves)是位於西班牙瓦倫西亞自治區比科爾普的洞穴群，以穴中的史前壁畫聞名，又以「採蜜人」為最，其年代可追溯到8000年前的舊石器時代。
蜘蛛洞於20世紀初被當地教師Jaime Garí i Poch發現，並於1998年由聯合國教科文組織列為世界遺產伊比利亚半岛地中海盆地的石壁画艺术之一。